# Bona (Nièvre)
Pour les articles homonymes, voir Bona.
Bona est une commune française située dans le département de la Nièvre, en région Bourgogne-Franche-Comté.

## Géographie

### Localisation
La commune de Bona se situe au cœur du Nivernais, dans les Amognes.
Via les routes D958 et D978, Bona se trouve à 25 km de Nevers.
La commune actuelle rassemble trois anciennes paroisses : Bona, Huez et Lichy.

### Hydrographie
- l'Ixeure ;

- la Noue.

### Villages, hameaux, lieux-dits, écarts
Agland, la Bretonnière, le domaine d'Aglan, Huez, Lichy.

### Climat
Pour des articles plus généraux, voir Climat de la Bourgogne-Franche-Comté et Climat de la Nièvre.
En 2010, le climat de la commune est de type climat des marges montargnardes, selon une étude du Centre national de la recherche scientifique s'appuyant sur une série de données couvrant la période 1971-2000. En 2020, Météo-France publie une typologie des climats de la France métropolitaine dans laquelle la commune est exposée à un climat océanique altéré et est dans la région climatique  Centre et contreforts nord du Massif Central, caractérisée par un air sec en été et un bon ensoleillement.
Pour la période 1971-2000, la température annuelle moyenne est de 11 °C, avec une amplitude thermique annuelle de 15,9 °C. Le cumul annuel moyen de précipitations est de 982 mm, avec 13,4 jours de précipitations en janvier et 8,2 jours en juillet. Pour la période 1991-2020, la température moyenne annuelle observée sur la station météorologique de Météo-France la plus proche, « Ourouer », sur la commune de Vaux d'Amognes à 9 km à vol d'oiseau, est de 11,3 °C et le cumul annuel moyen de précipitations est de 889,3 mm. 
La température maximale relevée sur cette station est de 41,5 °C, atteinte le 7 août 2003 ; la température minimale est de −13,5 °C, atteinte le 1er mars 2005,,.
Les paramètres climatiques de la commune ont été estimés pour le milieu du siècle (2041-2070) selon différents scénarios d'émission de gaz à effet de serre à partir des nouvelles projections climatiques de référence DRIAS-2020. Ils sont consultables sur un site dédié publié par Météo-France en novembre 2022.

## Urbanisme

### Typologie
Au 1er janvier 2024, Bona est catégorisée commune rurale à habitat très dispersé, selon la nouvelle grille communale de densité à sept niveaux définie par l'Insee en 2022.
Elle est située hors unité urbaine. Par ailleurs la commune fait partie de l'aire d'attraction de Nevers, dont elle est une commune de la couronne,. Cette aire, qui regroupe 93 communes, est catégorisée dans les aires de 50 000 à moins de 200 000 habitants,.

### Occupation des sols
L'occupation des sols de la commune, telle qu'elle ressort de la base de données européenne d’occupation biophysique des sols Corine Land Cover (CLC), est marquée par l'importance des territoires agricoles (63,7 % en 2018), une proportion sensiblement équivalente à celle de 1990 (63,8 %). La répartition détaillée en 2018 est la suivante :
prairies (36,9 %), forêts (35,2 %), terres arables (26,9 %), zones urbanisées (1,1 %). L'évolution de l’occupation des sols de la commune et de ses infrastructures peut être observée sur les différentes représentations cartographiques du territoire : la carte de Cassini (XVIIIe siècle), la carte d'état-major (1820-1866) et les cartes ou photos aériennes de l'IGN pour la période actuelle (1950 à aujourd'hui).

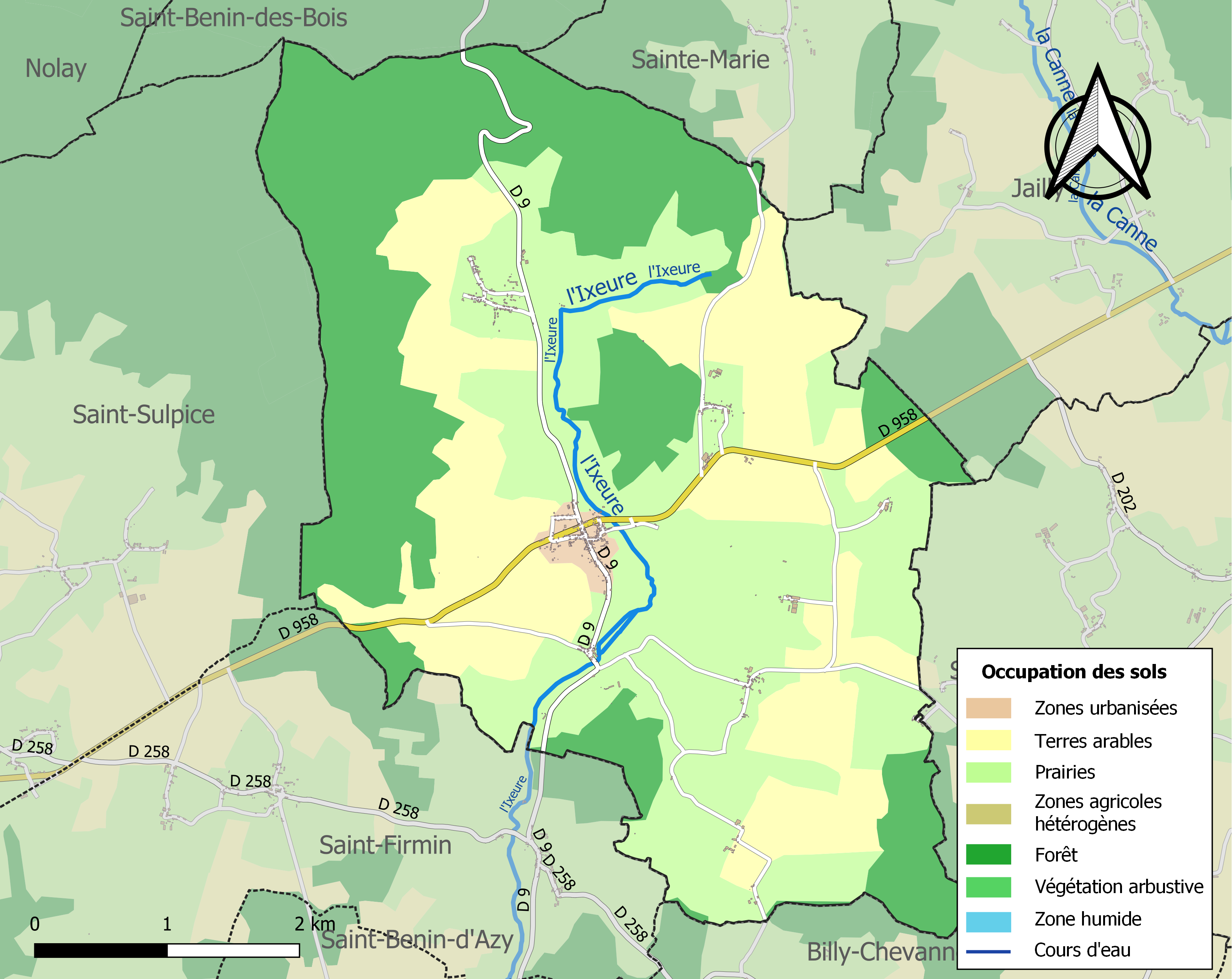
Carte des infrastructures et de l'occupation des sols de la commune en 2018 (CLC).

## Toponymie
On relève les mentions suivantes du nom de la commune : Boona (1196), Villa de Boenai (1196), Villa de Boonay (1226), Bonnayum (1287), Bonay (1393), Bosnay (1417), Bonay-es-Admoignes (1481), Bonna (1645), Bonat (1694).
Concernant Huez : Parrochia de Vacuis (1248), Vodium (1287), Vuez (1470), Vueez (1489), Vuerz (1555), Vues (1526) Veuez (1555), Vuée (1760), Huuez (1771).
Concernant Lichy : Villa Luciaco (859), Luchiacum (1120), Lyssiacum (1287), Lichiacum (1478), Lischy (1540).

## Politique et administration
| Période                                  | Période  | Identité                         | Étiquette | Qualité                            |
| ---------------------------------------- | -------- | -------------------------------- | --------- | ---------------------------------- |
| 1800                                     | 1807     | Louis-Cézard-Auguste Damoiseau   |           |                                    |
| 1807                                     | 1810     | Léonard Bertin                   |           |                                    |
| 1810                                     | 1811     | Jean-Baptiste-Marie de Chabannes |           |                                    |
| 1811                                     | 1814     | Paul-François de Lichy de Lichy  |           |                                    |
| 1814                                     | 1830     | Marie-Joachim de Lichy de Lichy  |           |                                    |
| 1831                                     | 1855     | François Javon                   |           |                                    |
| 1855                                     | 1865     | Claude Bertin                    |           |                                    |
| 1865                                     | 1876     | Auguste de Lichy de Lichy        |           |                                    |
| 1876                                     | 1883     | Jean Moussy                      |           |                                    |
| 1883                                     | 1907     | Pierre Robin                     |           |                                    |
| juin 1907                                | 1919     | François Roussillon              |           |                                    |
| décembre 1919                            | 1933     | Pierre de Saint-Phalle           |           |                                    |
| juillet 1933                             | 1945     | Étienne Lyon                     |           |                                    |
| mai 1945                                 | 1971     | Gustave Raclin                   |           |                                    |
| mars 1971                                | 1972     | Raymond Joly                     |           |                                    |
| juillet 1972                             | 2001     | Joseph Chauffournier             |           |                                    |
| mars 2001                                | En cours | Marc Gauthier                    | DVD       | Comptable Conseiller départemental |
| Les données manquantes sont à compléter. |          |                                  |           |                                    |

## Démographie
L'évolution du nombre d'habitants est connue à travers les recensements de la population effectués dans la commune depuis 1793. Pour les communes de moins de 10 000 habitants, une enquête de recensement portant sur toute la population est réalisée tous les cinq ans, les populations de référence des années intermédiaires étant quant à elles estimées par interpolation ou extrapolation. Pour la commune, le premier recensement exhaustif entrant dans le cadre du nouveau dispositif a été réalisé en 2005.

En 2022, la commune comptait 297 habitants, en évolution de −4,81 % par rapport à 2016 (Nièvre : −3,28 %, France hors Mayotte : +2,11 %).
| 1793 | 1800 | 1806 | 1821 | 1831 | 1836 | 1841 | 1846 | 1851  |
| ---- | ---- | ---- | ---- | ---- | ---- | ---- | ---- | ----- |
| 808  | 800  | 855  | 889  | 849  | 893  | 938  | 948  | 1 050 |

| 1856  | 1861  | 1866  | 1872  | 1876  | 1881  | 1886  | 1891 | 1896 |
| ----- | ----- | ----- | ----- | ----- | ----- | ----- | ---- | ---- |
| 1 055 | 1 078 | 1 148 | 1 100 | 1 060 | 1 039 | 1 025 | 990  | 932  |

| 1901 | 1906 | 1911 | 1921 | 1926 | 1931 | 1936 | 1946 | 1954 |
| ---- | ---- | ---- | ---- | ---- | ---- | ---- | ---- | ---- |
| 872  | 804  | 734  | 605  | 587  | 542  | 490  | 452  | 417  |

| 1962 | 1968 | 1975 | 1982 | 1990 | 1999 | 2005 | 2006 | 2010 |
| ---- | ---- | ---- | ---- | ---- | ---- | ---- | ---- | ---- |
| 399  | 369  | 302  | 291  | 336  | 325  | 335  | 330  | 307  |

| 2015 | 2020 | 2022 | - | - | - | - | - | - |
| ---- | ---- | ---- | - | - | - | - | - | - |
| 311  | 297  | 297  | - | - | - | - | - | - |

## Culture locale et patrimoine

### Lieux et monuments
Architecture civile
- Château de Lichy du XVe siècle, flanqué de tours ; beau colombier XVe et XVIIe siècles (inscrit aux Monuments historiques en 1990) ;
- Château de Charry ;
- Château de Huez ;
- Vieilles maisons à Aglan ; granges à porche nivernais ;
- Moulin de Huez ;
- Lavoirs à Bona, Lichy et Huez.

Architecture sacrée
- Église construite au XIXe siècle : fonts baptismaux XVIe siècle (provenant de l'ancienne église de Lichy) ;

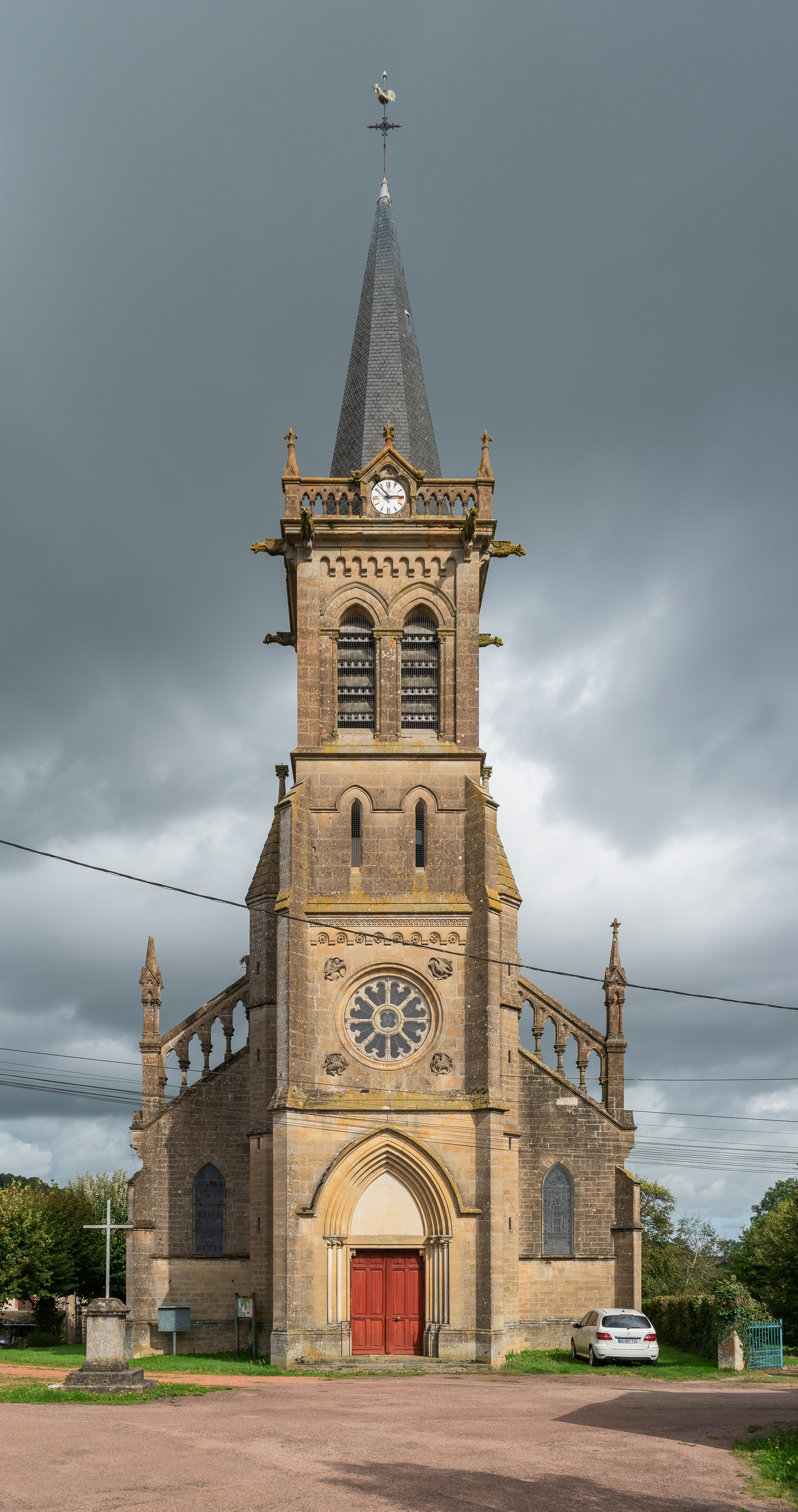
Façade frontale.
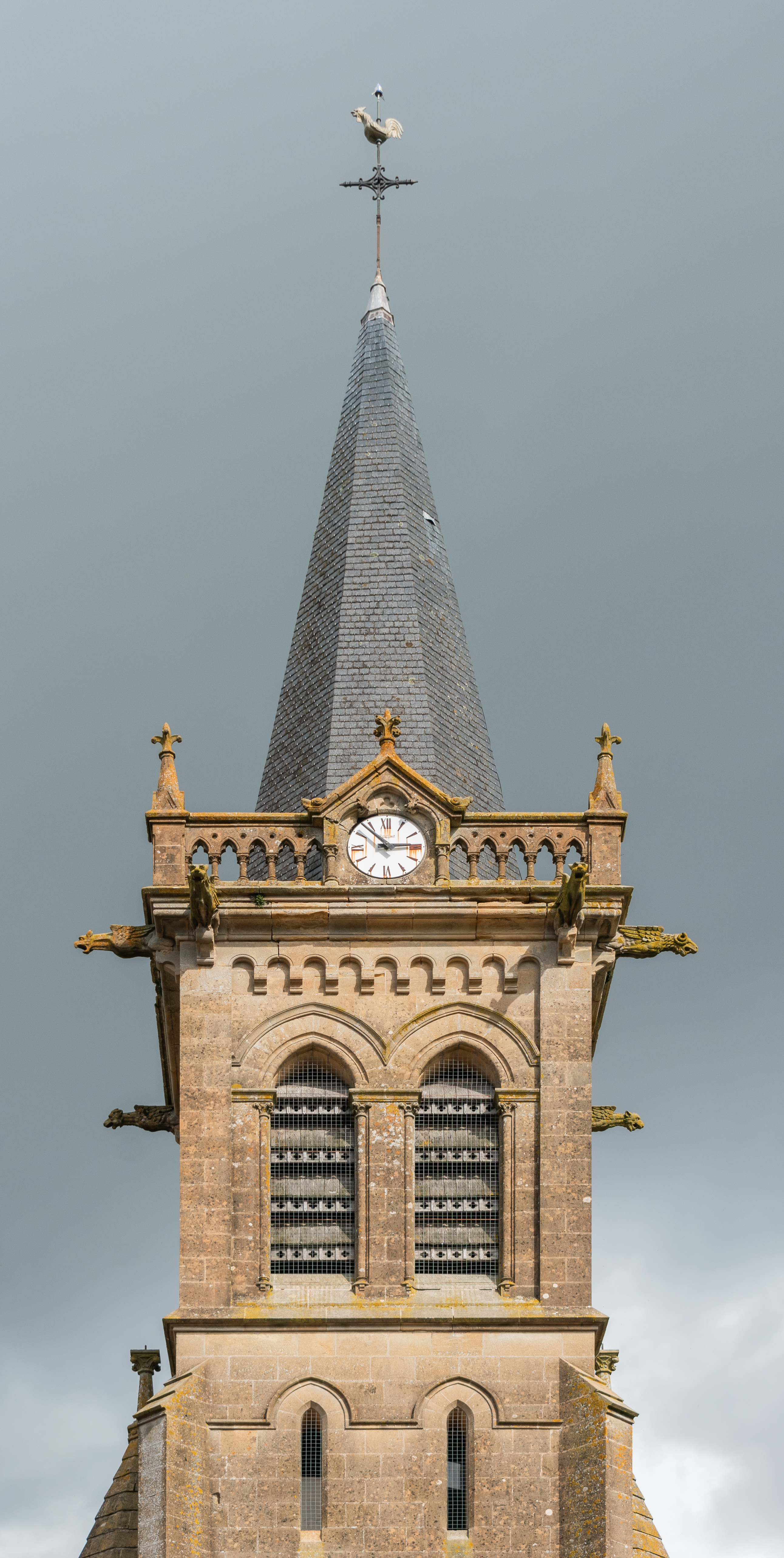
Clocher.
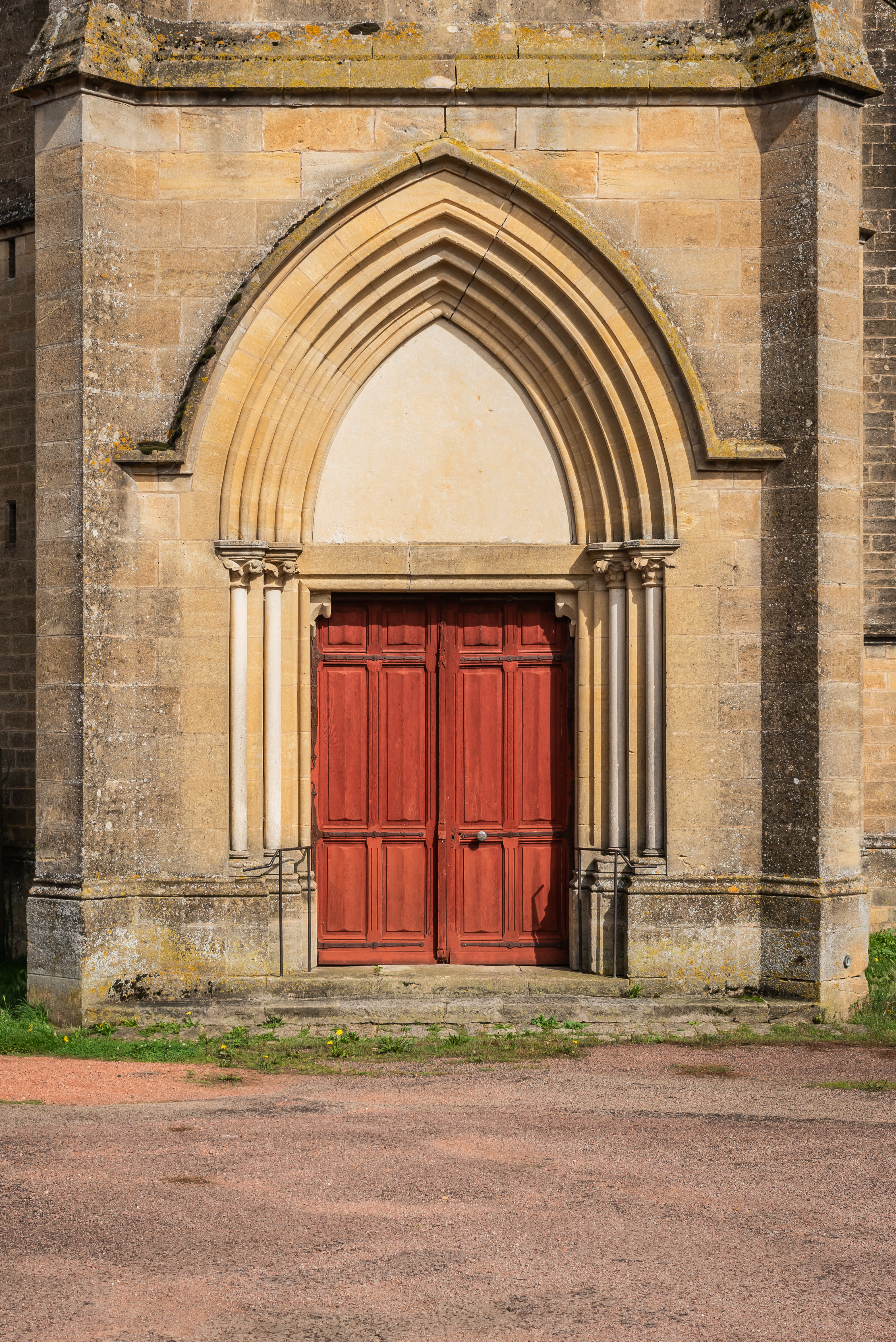
Portail.
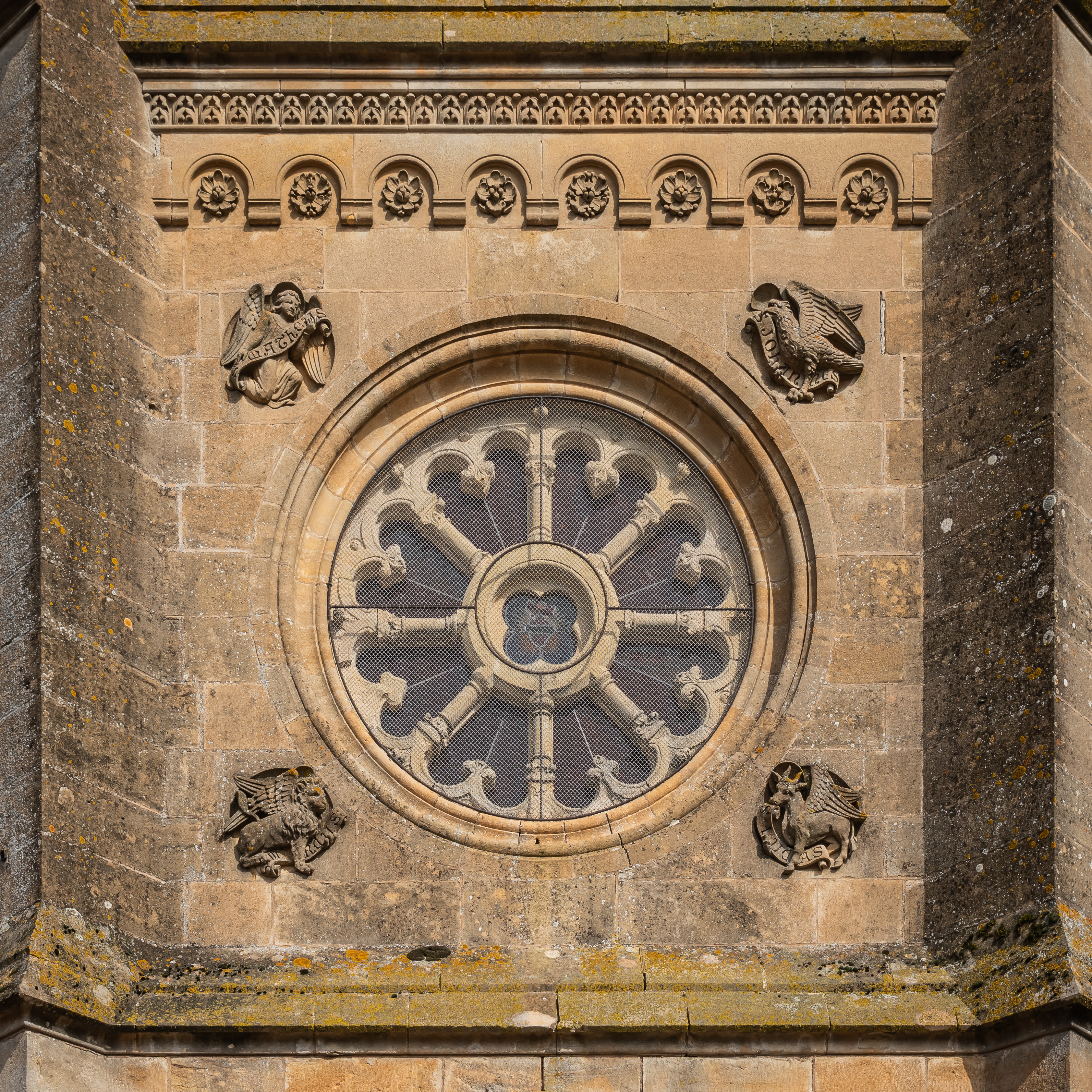
Rosace.

- Ancienne église de Huez : portail du XIIe siècle.

Sites
- Sources et vallée de l'Ixeure (anciennement la Licheure) ;
- Tilleul près de l'église (site classé) ;
- Bois de Lichy, beau massif forestier ;
- Étang communal.

### Personnalités liées à la commune
- Famille de Lichy, noblesse d'extraction du Nivernais, distinguée par Henri IV pour faits de guerre, qui posséda le château de Lichy et qui donna plusieurs maires à la commune ;
- Augustin Crosnier (1804-1880), ecclésiastique et érudit nivernais, ancien curé de Bona ;
- Louis Dorlet dit Samuel Vergine (1905-1989), anarchiste, y tint une librairie après la Seconde Guerre mondiale ;
- Antoine Gavory (1975-), écrivain et journaliste y est conseiller municipal depuis 2020.